# Quartier des Héronnières
Le quartier des Héronnières est une structure architecturale située à Fontainebleau, en France. Elle est inscrite aux monuments historiques depuis 1929.

## Situation et accès
L’ensemble est situé au sud du parc du château, entre centre-ville de Fontainebleau et le quartier du Bréau. Plus largement, il se trouve dans le département de Seine-et-Marne, en région Île-de-France.

## Histoire
Le quartier est construit de 1733 à 1740 selon les plans de l’architecte Ange-Jacques Gabriel. De 1925 à 2004, sa cour intérieure accueille le monument aux morts de l'artillerie et du train.
Depuis 2019, les bâtiments suivent un projet de réhabilitation à la fois pour valoriser le patrimoine mais surtout leur donner une nouvelle fonction,.

## Statut patrimonial et juridique
Les bâtiments et terrains des Héronnières font l’objet d’une inscription au titre des monuments historiques par arrêté du 2 août 1929, en tant que propriété de l’État.